# 野間幹晴
野間 幹晴（のま みきはる、1974年11月6日 - ）は、日本の会計学者。専門は財務会計。一橋大学大学院経営管理研究科教授。バンダイナムコホールディングス取締役、ナイス監査役、日本調剤取締役、グッドコムアセット取締役等を歴任。日本会計研究学会太田・黒澤賞、日経・経済図書文化賞等受賞。

## 人物・経歴
兵庫県姫路市出身。兵庫県立姫路西高等学校を経て、1997年一橋大学商学部卒業。2002年一橋大学大学院商学研究科博士後期課程修了、論文「金融商品会計をめぐる経営者の裁量的行動と証券市場」で審査員花枝英樹、小西大、加賀谷哲之により博士（商学）の学位を取得。
2002年横浜市立大学商学部専任講師、2003年横浜市立大学商学部助教授。2004年一橋大学大学院国際企業戦略研究科助教授。2007年一橋大学大学院国際企業戦略研究科准教授。コロンビア大学コロンビア・ビジネス・スクールフルブライト研究員を経て、2018年一橋大学大学院経営管理研究科准教授。2019年同教授。
この間、2011年からキーストーン・パートナース社外取締役、2013年から経済産業省企業報告ラボ座長、2013年から14年まで経済産業省持続的成長への競争力とインセンティブプロジェクト（伊藤邦雄による伊藤レポート）委員、2014年から15年まで経済産業省ベンチャー投資等に係る制度検討会座長、2015年から公益社団法人会社役員育成機構監事。
2016年からバンダイナムコホールディングス社外取締役。2019年すてきナイスグループ監査役、ダーウィン・キャピタル・パートナーズ監査役。2020年ナイス監査役。2021年バンダイナムコエンターテインメント事業アドバイザー、日本調剤取締役。2022年グッドコムアセット取締役。2024年一橋大学役員補佐（社会連携）。
専門は財務会計等。論文「経営者予想公表後のアナリストのハーディングとアナリスト予想の有用性」で2013年度日本証券アナリスト協会証券アナリストジャーナル賞受賞。2015年論文「退職給付に係る負債が業績に与える影響」で日本会計研究学会学会賞受賞。『退職給付に係る負債と企業行動』で2020年に日経・経済図書文化賞受賞、2021年に日本会計研究学会太田・黒澤賞、国際会計研究学会学会賞（著書の部）受賞。2022年日本経済会計学会学会賞受賞。また、ポーター賞運営委員を務める。

## 論文
- 野間 幹晴

## 著書
- 『コーポレートファイナンス入門 : 企業価値向上の仕組み』（本多俊毅と共著）共立出版 2005年
- 『日本企業のバリュエーション : 資本市場における経営行動分析』（中野誠と共編著）中央経済社 2009年
- 『ストラクチャリングをめぐる経営者の裁量的行動と会計基準』日本銀行金融研究所 2009年
- 『退職給付に係る負債と企業行動 : 内部負債の実証分析』中央経済社 2020年